# Copceac, Găgăuzia
Copceac (în perioada interbelică Tătar Copceac; în găgăuză Kıpçak, în rusă Копчак) este un sat în Unitatea Teritorială Autonomă Găgăuzia, Republica Moldova.

## Geografie
La marginea satului, în vâlcea, este amplasat izvorul din satul Copceac, o arie protejată din categoria monumentelor naturii de tip hidrologic.

## Demografie

### Structura etnică
Structura etnică a localității conform recensământului populației din 2004:
| Grup etnic                    | Populație | % Procentaj |
| ----------------------------- | --------- | ----------- |
| Găgăuzi                       | 9.068     | 94,94%      |
| Bulgari                       | 144       | 1,51%       |
| Băștinași declarați Moldoveni | 110       | 1,15%       |
| Ruși                          | 97        | 1,02%       |
| Ucraineni                     | 71        | 0,74%       |
| Țigani                        | 33        | 0,35%       |
| Alții                         | 28        | 0,29%       |
| Total                         | 9.551     | 100%        |

## Administrație și politică
Componența Consiliului local Copceac (17 consilieri), ales la 5 noiembrie 2023, este următoarea:
|  | Partid                                       | Consilieri | Componență | Componență | Componență |
|  | -------------------------------------------- | ---------- | ---------- | ---------- | ---------- |
|  | Partidul „Renaștere”                         | 3          |            |            |            |
|  | Partidul „Patrioții Moldovei”                | 2          |            |            |            |
|  | Candidat independent DMITRI CURDOV           | 1          |            |            |            |
|  | Partidul Socialiștilor din Republica Moldova | 2          |            |            |            |
|  | Candidat independent ALEXANDR COLIOGLO       | 1          |            |            |            |
|  | Candidat independent DMITRI CEAVDARI         | 1          |            |            |            |
|  | Candidat independent VASILI DIMOV            | 1          |            |            |            |
|  | Candidat independent VLADIMIR IVANCIOGLO     | 1          |            |            |            |
|  | Candidat independent MIHAIL SACALÎ           | 1          |            |            |            |
|  | Candidat independent VITALI MALACILÎ         | 1          |            |            |            |
|  | Candidat independent GHEORGHI GAIDARJI       | 1          |            |            |            |
|  | Partidul Comuniștilor din Republica Moldova  | 1          |            |            |            |
|  | Candidat independent SERGHEI IALANJI         | 1          |            |            |            |

## Personalități

### Născuți în Copceac
- Gleb Drăgan (1920–2014), inginer și academician român;
- Boris Draganov (1920 - ?), om de știință;
- Nicolai Baboglu (1928–2008), poet, scriitor, traducător și profesor sovietic și găgăuz
- Oleg Garizan (n. 1971), istoric, diplomat și politician moldovean de etnie găgăuză, deputat în Parlamentul Republicii Moldova între 2009 și 2014, primar al satului în 4 termene
- Piotr Ianulov (n. 1986), luptător moldovean